# マヨール広場 (マドリード)
マヨール広場（スペイン語: Plaza Mayor）は、スペイン、マドリード、セントロにある広場。プエルタ・デル・ソルとビリャ広場から数ブロックの距離である。129m×94mの長方形の形をしており、広場に面して237箇所のバルコニーを持つ3階建ての建築物に取り囲まれている。

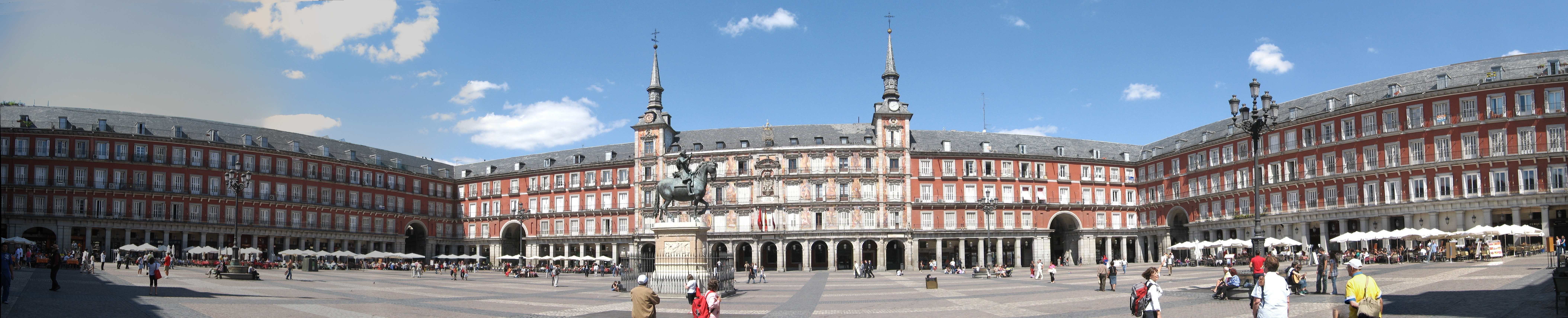
マヨール広場とカサ・デ・パナデリーア

## 歴史

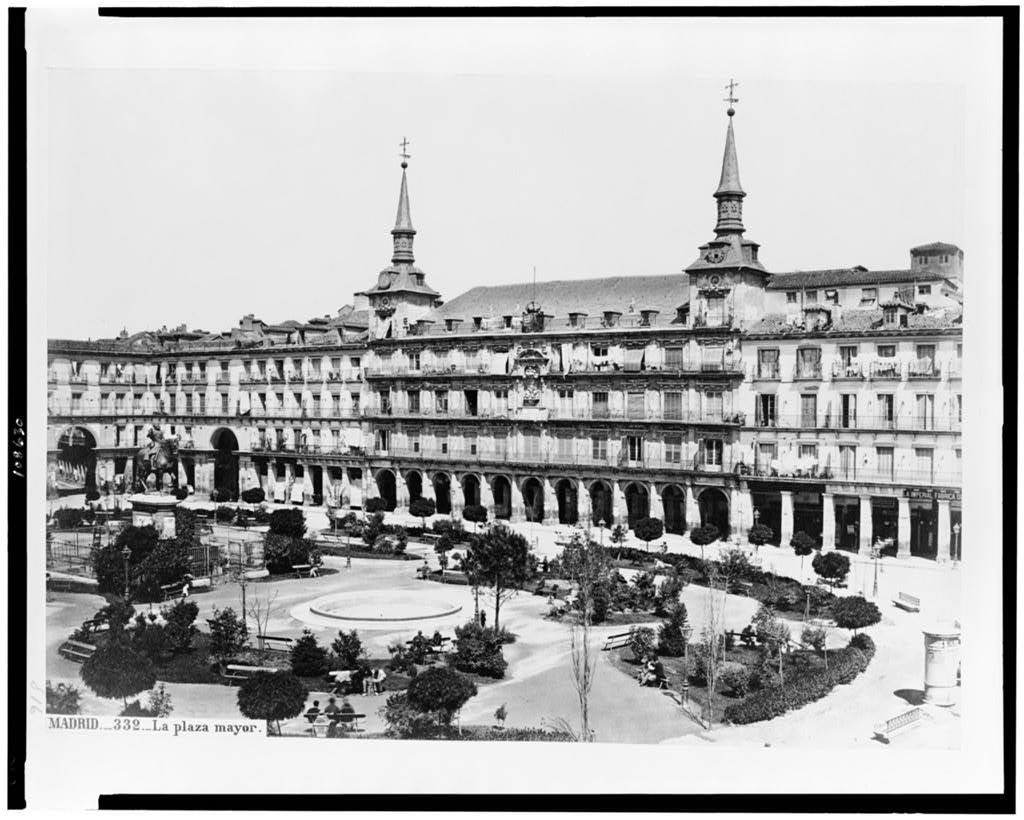
19世紀半ばのマヨール広場

広場の歴史は15世紀にさかのぼる。中世のマドリードの外側には、トレドやアトーチャへと向かういくつもの道路が交差しており、この土地はアラバル広場（Plaza del Arrabal）と呼ばれていた。広場では市場が開かれ、商業の中心となっていた。
1561年にマドリードへ宮廷を移していたフェリペ2世は、高名なルネサンス期の建築家ファン・デ・エレーラに、ごみごみとして混沌としていたアラバル広場の刷新を1580年に命じた。エレラが最初の計画を作成したが、建設が始まったのはフェリペ3世時代の1617年だった。新たな広場に完成した最初の建物は、1590年にディエゴ・シレーロが工事を始めた北側のカサ・デ・パナデリアで、かつて魚市場があった場所に建てられた。王はファン・ゴメス・デ・モラに計画の続行を命じ、ポルチコが1619年に完成した。しかしながら、現在我々が目にすることのできるマヨール広場は、大規模火災後の1790年に再建を託されたフアン・デ・ビリャヌエバの設計によるものである。彼はエレーラの設計による、広場を取り巻く5階建ての建築物群を4階建てに刷新し、広場角の通行を容易にするため9箇所のアーチを設けた。ビリャヌエバ死後も弟子のアントニオ・ロペス・アグアドとクストディオ・モレーノによって工事が続けられ、1854年に完成した。ジャンボローニャ作のフェリペ3世騎馬像は1616年にさかのぼる作品だが、広場の中心にすえられたのは1848年である。

### クチリェロスのアーチ

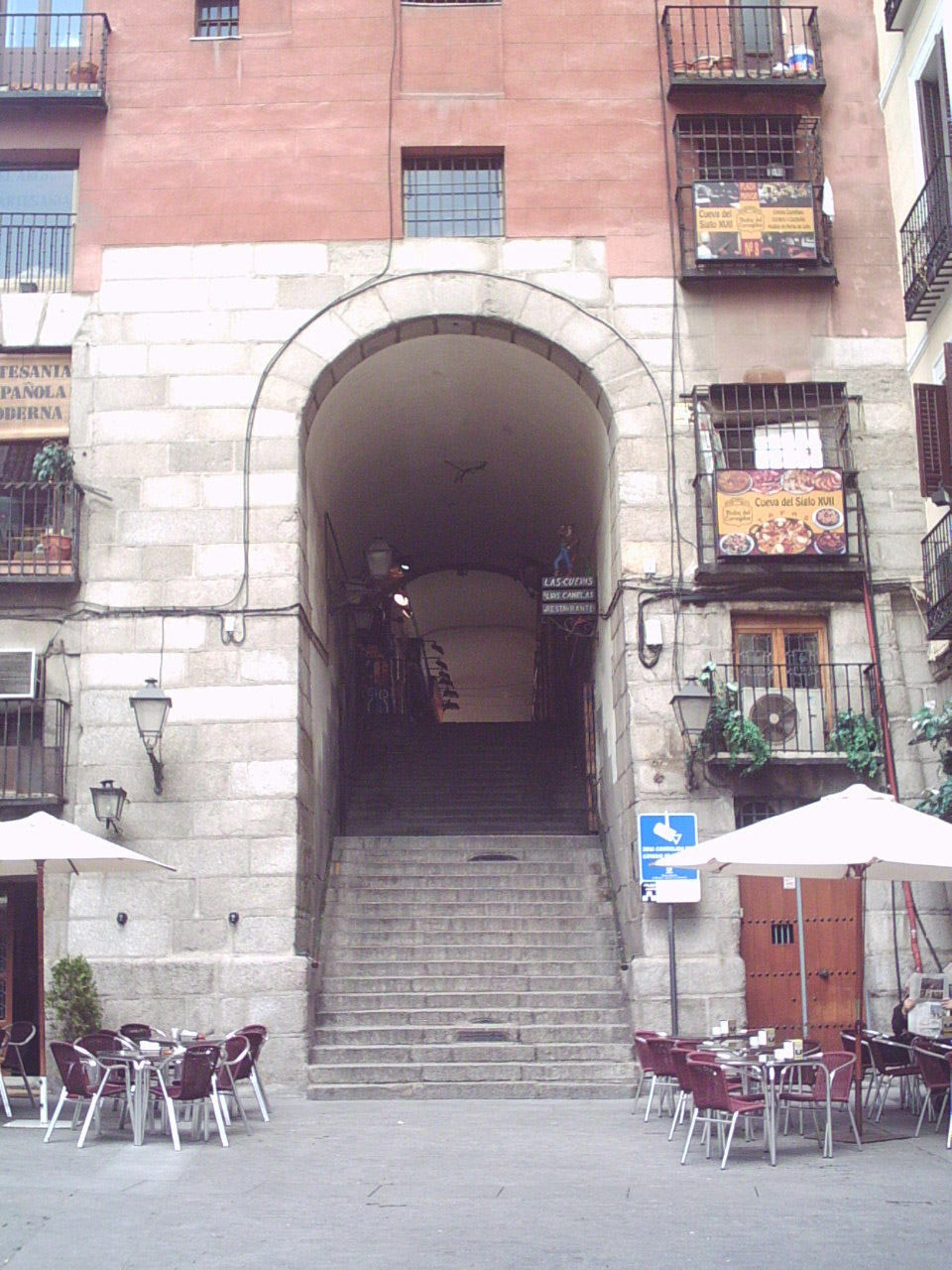
クチリェロスのアーチ

マヨール広場にある9箇所のアーチのうち最も有名で、広場南西にある。大火後の1790年、ビリャヌエバによって設計された。このアーチ内の階段は、広場とカバ・デ・サン・ミゲル通りとをつないでいる。
名前は、このアーチの場所にかつてクチリェロス通りがあったことに由来する。通りにはナイフ職人組合の工房が並び、同じ広場の中にある肉屋組合に商品を納めていたのである。現在はバルやレストランが立ち並ぶ観光地で、ギネスブックに世界最古のレストランとして記録されているソブリーノ・デ・ボティン（Sobrino de Botin、1725年創業）もここにある。

### フェリペ3世騎馬像

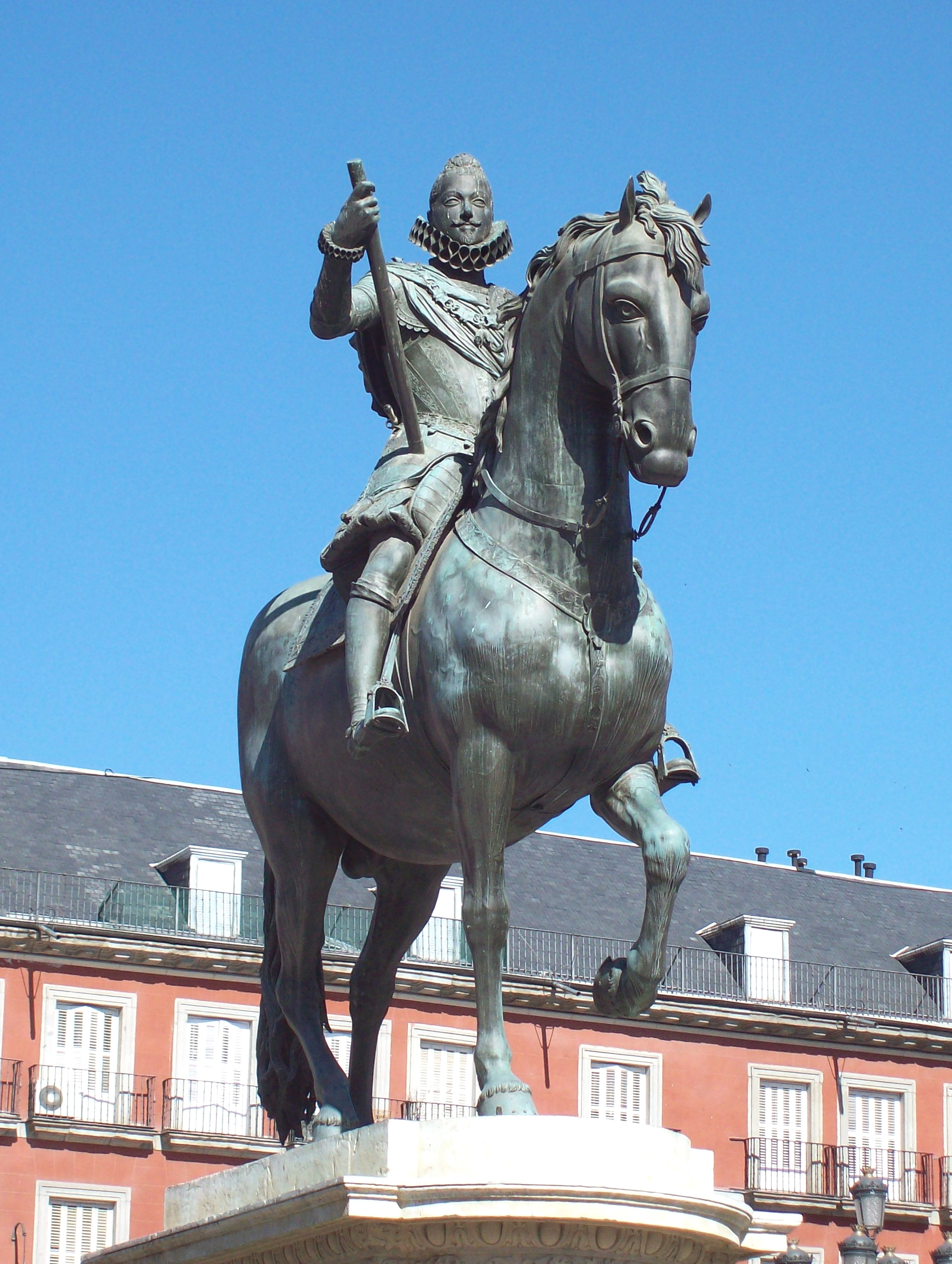
フェリペ3世騎馬像

イタリアの彫刻家ジャンボローニャが着手し、彼の死後の1616年に弟子のピエトロ・タッカが完成させた。当時のトスカーナ大公コジモ2世からスペイン王へ献上され、長くカサ・デ・カンポに置かれていた。1848年、女王イサベル2世がマドリード市に命じ、広場へ設置させた。

## 名前の変遷
最初アラバル広場として知られていた広場は、時代の移り変わりとともにマヨール広場へと変わった。
1812年、法令によって、スペイン国内にある大きな広場は全て、スペイン1812年憲法にちなみコンスティトゥシオン広場（Plaza de la Constitución、憲法広場）に改名するよう決められた。この名称は1814年にスペイン・ブルボン家が王政復古を果たすと再び変えられ、レアル広場（Plaza Real）となった。1820年から1823年、1833年から1835年、1840年から1843年にはコンスティトゥシオン広場の名前が復活した。
1873年、共和国広場（Plaza de la República）に変わり、アルフォンソ12世が即位した1876年からミゲル・プリモ・デ・リベラ独裁政権時代の1923年までコンスティトゥシオン広場の名に戻された。スペイン第二共和政が成立した1931年から、スペイン内戦終盤までコンスティトゥシオン広場の名が採用され、その後マヨール広場となって今に至っている。

## 用途
マヨール広場はマドリード最大の市場が開かれていたというだけでなく、闘牛やサッカーの試合、公開処刑、スペイン異端審問の盛んな時代にはアウト・デ・フェが行われた。広場を囲むポルチコには、歴史と伝統ある商店やカフェが並ぶ。マドリードの守護聖人、聖イシドロ（en）の祝祭も広場で行われる。毎週日曜日朝、古切手や古銭の市が開かれる。12月の一ヶ月間、伝統的なクリスマスの市場が開かれる。